# Аун, Мишель
Мише́ль Наи́м Ау́н (араб. ميشال نعيم عون‎; род. 30 сентября 1933, Харет-Храйк, Бейрут, Ливан) — ливанский военный политический государственный деятель, генерал Вооружённых сил Ливана, и. о. президента и премьер-министр Ливана с 22 сентября 1988 по 13 октября 1990 года, президент Ливана с 31 октября 2016 по 30 октября 2022 года.

## Биография

### Детство
Аун родился в небогатой, глубоко религиозной семье, по вероисповеданию — католик-маронит. Получил среднее образование в католических школах, одновременно дружил со многими мусульманскими детьми: «Мы никогда не делали различий между Али и Пьером или между Хасаном и Мишелем. Мы ели вместе и спали в домах друг друга».

### Образование
В 1958 году окончил военное училище, военную школу в Шалон-сюр-Марне, Франция (1959). Затем проходил обучение в артиллерийской школе в Форт-Силе, штат Оклахома, США (1966) и в Высшей военной школе во Франции (1978—1980). Помимо родного арабского, владеет также английским, французским, испанским и итальянским языками.

### Офицер
Окончил артиллерийские училища в Бейруте и Франции, затем военные курсы в США. Служил артиллерийским офицером в ливанской армии. Когда в 1961 году двое его сослуживцев, членов просирийской партии, были арестованы военной контрразведкой за подготовку мятежа, потребовал прекратить допросы с пристрастием. Однако, когда он покинул часть, пытки были продолжены. Вернувшись, Аун назвал действия контрразведчиков «недопустимым нацизмом».
В период гражданской войны в Ливане, начавшейся в 1975 году, неизменно поддерживал центральную власть. Летом 1976 года участвовал в осаде Тель-Заатара. В начале 1980-х гг. командовал «Охранной бригадой», расположенной на «Зелёной линии», разделявший Восточный и Западный Бейрут, христиан и мусульман. Участвовал в вооружённых столкновениях с сирийскими военными формированиями. Во время израильского вторжения в Ливан в 1982 году оборонял президентский дворец, и лишь приказ президента Ильяса Саркиса заставил его отступить.
С 1982 года — командир 8-й бригады, сформированной на мультиконфессиональной основе. В 1983 году возле города Сук-аль-Гарб его бригада нанесла поражение отрядам друзской Прогрессивно-социалистической партии Ливана, которые при поддержке сирийских войск, палестинцев и левацких милиций воевали против ливанского правительства и ливанской армии. Ливанскую армию поддержали огнём корабли США.
С 1984 года — командующий вооружёнными силами, самый молодой в истории Ливана офицер на этом посту. Сосредоточил свои усилия на сохранении силы и единства армии. Отказывался от общественной роли, принципиально не давал интервью СМИ (исключая журнал вооружённых сил) в период 1984—1988.

### Политик
22 сентября 1988 года, за 15 минут до истечения своих полномочий, президент Ливана Амин Жмайель в ситуации, когда новый глава государства не был избран из-за гражданской войны, назначил его премьер-министром (на период до выборов нового президента) с сохранением поста командующего вооружёнными силами. Это решение было не признано мусульманскими, центристскими, левыми и просирийскими политическими силами. Сирия, которая препятствовала приходу на пост президента любого антисирийски настроенного политика, продолжала признавать законность правительство мусульманина-суннита Селима Хосса. Противники Ауна считали, что своим решением Жмайель нарушил закон (в Ливане существуют конфессиональные квоты, согласно которым президент должен быть христианином, а премьер-министр — суннитом). В то же время Аун и его сторонники считали, что закон не нарушен, так как речь шла о сугубо временном назначении в условиях отсутствия президента. Кроме того, генерал апеллировал к прецеденту — в 1952 году командующий армией генерал Фуад Шехаб (также католик-маронит) в аналогичной ситуации несколько дней был премьер-министром и исполнял обязанности президента до избрания нового главы государства. В кабинет М. Ауна входило всего 3 министра.
Выступал за единство страны, против присутствия на ливанской территории сирийских войск, за разоружение парамилитарных формирований — «милиций» — вне зависимости от их конфессиональной принадлежности. На его стороне оказалось около 40 % военнослужащих ливанской армии. Получил поддержку Франции, а также Ирака — соперника Сирии в вопросе влияния на арабский мир.
14 марта 1989 года Аун объявил т. н. «Войну за освобождение» против Сирии. Ливанская сторона не была готова к началу военных действий с таким сильным противником, хотя на сторону Ауна встала самая мощная военная организация христианского лагеря «Ливанские силы», насчитывавшая более 20 тысяч бойцов с артиллерией и тяжёлой бронетехникой во главе с Самиром Джааджаа, непримиримым противником сирийского присутствия в Ливане. Ввиду этого боевые действия свелись в основном к артиллерийским дуэлям, наносившим вред мирному населению Бейрута и его пригородов. 13 августа 1989 г. армия Ауна в очередной раз разбила возле города Сук-эль-Гарб объединённые силы друзов Валида Джумблата, коммунистов и палестинцев под командованием Абу-Мусы, поддержанные сирийской бронетехникой и артиллерией.
4 ноября 1989 года распустил парламент за несколько часов до принятия им «Хартии национального согласия» и избрания нового президента. Однако 6 ноября 58 из 73 парламентариев не подчинились и, находясь на базе ВВС Клайят, ратифицировали Хартию, переизбрали председателем парламента Хусейна акль-Хусейни и президентом страны — Рене Моавада. М. Аун отказался признать все эти решения. Избранный 25 ноября новый президент Ильяс Храуи тут же предъявил М. Ауну ультиматум, что привело к резкому всплеску гражданской войны.
Желая установить полную власть над христианским анклавом, М. Аун потребовал от Ливанских сил «объединить оружие», то есть влиться в состав его армии. После отказа Самира Джааджаа 30 января 1990 года он отдал приказ верным ему частям атаковать позиции Ливанских сил. Война между армией Ауна и Ливанскими силами привела к подрыву боеспособности обоих её участников и стала причиной того, что руководство Ливанских сил поддержало просирийского президента Ильяса Храуи. Отказался признавать Таифские соглашения (1989), согласно которым восстанавливалось единство страны, но сирийские войска продолжали находиться на территории Ливана. Настаивал на утверждении соглашения с помощью референдума. Заявлял: «Мы за мир с Сирией, но не можем поступиться независимостью Ливана. Мы за мир с мусульманами, но они должны признать демократические принципы».
Переизбранный после подписания соглашений просирийский президент Ливана И. Храуи уволил Ауна с поста командующего армией. Сам Аун этого решения не признал и укрепился со своими сторонниками в президентском дворце, пользовался поддержкой многих ливанцев (как маронитов, так и суннитов, и шиитов), видевших в нём патриотического лидера страны. Противники обвиняли его в затягивании гражданской войны.
В августе 1990 года Сирия отказалась поддержать вторжение Ирака в Кувейт и встала на сторону антисаддамовской коалиции. Взамен США «закрыли глаза» на установление полного контроля Сирии над Ливаном и устранение Ауна с политической арены. Ранним утром 13 октября 1990 года сирийские войска вошли в Восточный Бейрут и блокировали территорию, контролируемую Ауном, начав её обстрел с земли и воздуха. Сирийцам оказала огневую поддержку и правохристианская артиллерия. Узнав о сирийском нападении, генерал Аун в спешке, одетый в пижаму, сбежал во французское посольство, где попросил политическое убежище, несмотря на все предыдущие заверения погибнуть в бою. Президент Франции Франсуа Миттеран заявил, что безопасность Ауна — «дело чести». После десяти месяцев его пребывания в посольстве просирийские власти Ливана разрешили генералу покинуть страну и уехать во Францию.

### Эмигрант
В эмиграции жил в Марселе, основал Свободное патриотическое движение (СПД), которое стало одной из основных антисирийских политических сил страны. Среди его сторонников много представителей интеллигенции — преподаватели, инженеры, адвокаты, врачи, а также активисты студенческого движения.

### Вновь на родине
Получил возможность вернуться в страну после «кедровой революции» 2005 года и ухода из Ливана сирийских войск. 7 мая 2005 года прибыл в Ливан и неожиданно для многих наблюдателей отказался солидаризироваться с антисирийскими политическими силами. Выступил за компромисс с Сирией, против отставки просирийского президента Эмиля Лахуда (который в 1989 году сменил его на посту командующего армией). Свою позицию объяснил следующим образом: «Я могу попытаться поставить себя над сторонами во имя национального примирения. Даже де Голль, который читал книги по истории, в определённый момент набрался смелости изменить мнение и уйти из Алжира». Позднее писал: 

Многие известные политические деятели Ливана за глаза называли нас «просирийским» движением, «союзниками Хезболлах». Неважно. Те же люди всего год назад клеймили меня «агентом сионизма» и обвиняли в государственной измене, когда я осмелился заявить перед парламентским подкомитетом, что Сирия должна прекратить оккупацию моей страны.

Выступил с идеей провести Конференцию по национальному диалогу с участием всех партий. Сторонник развития в Ливане гражданского общества, противник консервации конфессиональной системы раздела власти.
В июне 2005 года на парламентских выборах созданная им партия «Реформы и прогресс» получила 21 место из 128, победив на «христианском» Севере страны. Был избран депутатом парламента. Отказался войти в состав правительственной коалиции, оставшись в оппозиции.
В феврале 2006 года подписал соглашение между Свободным патриотическим движением и шиитским радикальным движением «Хезболлах». Считает, что «Хезболлах» — «подлинная ливанская сила, они кровь от крови нашей».
Осудил израильское вторжение в Ливан в июле 2006 года. В статье, опубликованной 1 августа 2006 года в российской газете «Ведомости», писал: «Лично я верю, что любая человеческая жизнь уникальна и бесценна — и жизнь израильтянина, и жизнь ливанца… Найдут ли другие арабские народы и их лидеры в себе смелость признать, что жизнь израильтянина так же ценна, как и жизнь араба? Найдёт ли Израиль мужество признать, что жизнь ливанца так же ценна, как жизнь израильтянина? Я верю, что большинство арабов и израильтян ответят утвердительно. Можем ли мы ожидать от их правительств и лидеров того же?».
Его девиз: «Жизнь, лишённая свободы, всего лишь разновидность смерти».

### Президент Ливана
31 октября 2016 года, с 46-й попытки после 2,5 лет после начала выборов, Мишель Аун был избран на пост президента Ливана. Он был приведён к присяге в тот же день во дворце Баабда, став 13-м президентом Ливана с момента провозглашения независимости страны от Франции.
В октябре 2019 года в Ливане начались массовые протесты, и 29 октября премьер-министр Саад Харири объявил об отставке. После длительных политических консультаций президент Аун 19 декабря 2019 года поручил формирование нового правительства Ливана бывшему министру образования, преподавателю Американского университета Бейрута Хасану Диабу (21 января 2020 года тот сформировал кабинет и вступил в должность).
4 ноября 2016 года состоялась встреча Ауна с армянским Католикосом Великого дома Киликийского Арамом I. Католикос поздравил Мишеля Ауна с избранием на пост президента Ливана, пожелав, чтоб его президентство открыло в современной истории Ливана новую блестящую страницу, которая будет ознаменована внутренним единством, экономическим расцветом и развитием международных отношений. В ходе встречи были обсуждены жестокие вызовы, с которыми сталкиваются христианские общины Ближнего Востока.
4 августа 2020 года два мощных взрыва в порту Бейрута и большое количество жертв усугубили проблемы, вызванные финансовым кризисом, и 10 августа премьер-министр Диаб объявил об отставке своего правительства.
28 августа 2020 года президент Франции Эмманюэль Макрон, занимающийся организацией международной помощи Ливану и планировавший на 31 августа свой второй после взрывов в бейрутском порту визит в Ливан, публично подверг критике конфессиональное политическое устройство этой страны, при котором «почти невозможно политическое обновление и почти невозможно начать реформы». 30 августа в речи по случаю 100-летия независимости Ливана, которое отмечается 1 сентября, Аун заявил о необходимости изменения государственного устройства Ливана и перехода к светскому государству.
31 августа 2020 года президент Аун поручил формирование нового правительства послу Ливана в Германии Мустафе Адибу.
26 сентября 2020 года Адиб на пресс-конференции в Бейруте объявил об отставке ввиду провала всех усилий по формированию правительства.
22 октября 2020 года Аун поручил формирование нового кабинета бывшему премьер-министру Сааду Харири.
29 апреля 2021 года министр иностранных дел Франции Жан-Ив Ле Дриан объявил о введении санкций в форме запрета на въезд во Францию против ряда ливанских политических деятелей и представителей крупного капитала, препятствующих выходу страны из экономического и политического кризиса (в частности, виновных в блокировании попыток Саада Харири сформировать новое правительство). Количество лиц, подвергнутых санкциям, а также их имена не раскрываются. По сведениям газеты «Le Monde», в начале апреля около ста ливанских общественных деятелей обратились к Франции с призывом принять активное участие в решении ливанских проблем.
15 июля 2021 года Харири объявил о прекращении им безрезультатных попыток сформировать правительство.
19 июля 2021 года французская газета Le Monde опубликовала результаты журналистского расследования, из которых следует, что в 2018—2019 годах спецслужбы Саудовской Аравии и Объединённых Арабских Эмиратов следили с помощью израильского шпионского программного обеспечения Pegasus за мобильными телефонами лидеров политических партий Ливана, как дружественных, так и враждебных монархиям Персидского залива, а также за президентом и премьер-министром страны.
27 июля 2021 года Аун поручил формирование нового кабинета бывшему премьер-министру миллиардеру Наджибу Микати.
30 октября 2022 года Мишель Аун отправил в отставку правительство, временно исполнявшее обязанности после выборов в парламент 15 мая.
Срок полномочий Ауна истёк 31 октябре 2022 года после 6 лет пребывания в должности без назначения преемника.

## Семья
Имеет трёх дочерей. Дочь Марей замужем за Роем Хашемом, руководителем телеканала OTV. Дочь Шанталь замужем за известным ливанским политиком Джебраном Басилем, является матерью троих детей. Дочь Клодин замужем за генералом Шамилем Рукозом, является матерью пяти детей.